# 해커스 (1993년 영화)
《해커스》(영어: Ghost in the Machine)는 미국에서 제작된 레이철 탤럴레이 감독의 1993년 SF 공포 스릴러 영화이다. 캐런 앨런 등이 출연하였고, 폴 시프 등이 제작에 참여하였다. 20세기 폭스에 의해 개봉되었으며, 컴퓨터 기술을 사용하는 연쇄 살인자 이야기를 다룬다.

## 출연
- 캐런 앨런 - 테리 먼로 역
- 크리스 멀키 - 브램 워커 역
- 테드 마쿠 - 칼 호크먼 역
- 윌 호네프 - 조시 먼로 역
- 제시카 월터 - 일레인 스펜서 역
- 브랜던 애덤스 - 프레이저 역
- 릭 두커먼 - 필 스튜어트 역
- 잭 로퍼 - 엘리엇 밀러 역
- 낸시 피시 - 칼의 집주인 역
- 리처드 시프 - 스캐너 기사 역

## 기타 제작진
- 라인 제작: 에런 워너
- 공동 제작: 윌리엄 데이비스, 윌리엄 오즈번
- 배역: 데이비드 루빈, 데브라 제인
- 미술: 제임스 스펜서
- 의상: 이시스 뮤센든

## 우리말 녹음
KBS 성우진 (2001년 6월 9일)
- 안경진 - 테리(캐런 앨런)
- 이규화 - 브램(크리스 멀키)
- 김준 - 칼(테드 마쿠)
- 이향숙 - 조시(윌 호네프)
- 이윤선
- 김정희
- 박신영
- 김혜미
- 김수중
- 임진응
- 성수경